# Carl Friedrich Wilhelm Mithoff
Carl Friedrich Wilhelm Mithoff (* 30. Mai 1766 in Madelungen bei Eisenach; † 29. August 1852 in Celle) war Oberlandbaumeister in Hannover.

## Leben

### Familie
Mithoff entstammte dem alten, seit 1430 zunächst in Neustadt am Rübenberge und später insbesondere in Hannover ansässigen Bürgergeschlecht Mithoff (auch: Mithobe, Mithobius, Mithof), von dem mitten im Dreißigjährigen Krieg ein Zweig in den Reichsadelstand erhoben wurde. Mithoffs Vater Friedrich August Mithoff (1719–1780) war als Amtmann der Verwalter Diedeschen Güter. Seine Mutter war Luise Eleonore Sophie Charlotte Warendorff († 1775). Verheiratet war er mit Adelheid Lucie Margarethe Hölty († 1833).
Mithoff war der Vater des Architekten und Kunsthistorikers Hector Wilhelm Heinrich Mithoff (1811–1886), mit dem er oft verwechselt wurde und wird.

### Werdegang

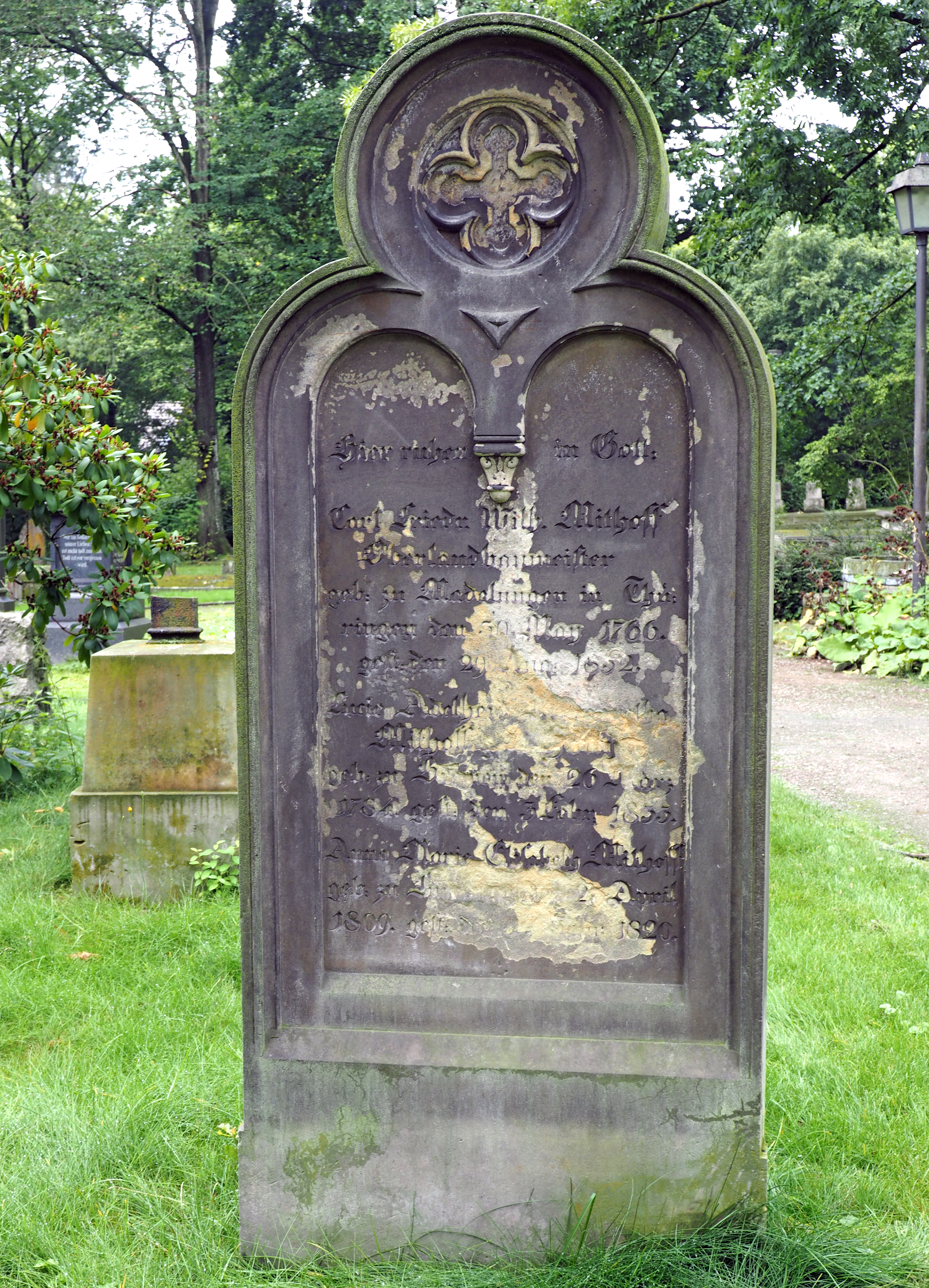
Grabmal in Celle auf dem Hehlentorfriedhof, östlicher Teil

Mithoff besuchte die Schule in Eisenach und 1781/82 das Gymnasium in Hameln. 1782–84 erhielt er Privatunterricht in Mathematik und Zeichnen.
1785–1790 war er an Vermessungsarbeiten im Amt Lauenstein, Gericht Jühnde sowie im Amt Bleckede beteiligt, und wurde dann Mitarbeiter von Oberbaurat Christian Ludwig Ziegler in Celle.
1794 wurde er in Celle als supernumerärer Conducteur beim hannoverschen Landbauwesen angestellt. Er unternahm Studienreisen nach Sachsen und Prag mit Diedrich Christian Ludwig Witting (1795) und 1797 nach Berlin, Breslau und Danzig. 1798/99 studierte er an der Universität Göttingen.
1799 wurde er supernumerärer Landbauconducteur im Bezirk Bremen-Verden unter dem Oberlandbaumeister Georg Andreas Vick in Verden.
1801/03 wurde er zum Landbauverwalter im Bezirk Lüneburg ernannt und 1814/18 zum Landbaumeister. Ab 1811 war er in Lüneburg, Uelzen und Celle ansässig.
1819 wurde Mithoff als Nachfolger des im Jahr zuvor verstorbenen Christian Ludwig Ziegler zum Hofbaumeister im Distrikt Celle befördert und 1825/26 zum Oberlandbaumeister. Ab 1845 war er Mitglied vierter Klasse des königlichen Guelphen-Ordens und ging drei Jahre darauf in Pension.
Mithoffs Grabmal findet sich in Celle auf dem Hehlentorfriedhof, östlicher Teil.

## Werke (unvollständig)
- 1803: Neubau des Kirchturms in Hanstedt[1]
- 1804: Entwurf für einen Neubau der Kirche in Gifhorn[1]
- 1811: Kirchenneubau in Sahms[1]
- 1811–1814: Kirchenneubau in Bevensen[1]
- 1812: Neubau des Chores der Kirche in Dannenberg[1]
- 1815: Reparatur der Kirche in Schnega[1]
- 1817: Entwurf für den Neubau der Kirche in Suhlendorf[1]
- um 1818: Neubau des Kirchenschiffs in Amelinghausen[1]
- 1822/24:
  - Reparatur der Kirche in Hermannsburg[1]
  - Neubau der Kirche in Winsen an der Aller[1]
- um 1826: Entwurf für einen Neubau der Kirche in Rethem an der Aller[1]
- 1826/27: Neubau der Kirche in Bergen[1]
- 1828: Reparatur des Kirchturms in Winsen an der Aller[1]
- 1829–1830: Neubau der St.-Dionysius-Kirche in Fallingbostel[1]
- 1837–1842: Neubau des Oberappellationsgerichts Celle[1]
- 1850: Kanzelaltar in Walsrode[1]
- Gutachten für einen Neubau der Kirche in Wahrenholz[6]